# Логинова, Наталья Анатольевна
Наталья Анатольевна Логинова (род. 1947) — психолог, лауреат премии имени С. Л. Рубинштейна (2008).

## Биография
Родилась 28 октября 1947 года в городе Алма-Ате Казахской ССР.
В 1971 году окончила психологический факультет ЛГУ, защитив дипломную работу на тему: «Особенности эвристического мышления и их соотношение с психологическими и психофизиологическими параметрами индивида (дифференциально-психологический аспект)» (руководители Б. Г. Ананьев, М. Д. Дворяшина).
В 1975 году защитила кандидатскую диссертацию, тема: «Биографический метод в психологии и смежных науках» (научный руководитель Б. Г. Ананьев).
В 1991 году защитила докторскую диссертацию, тема: «Становление комплексного подхода в психологических школах В. М. Бехтерева и Б. Г. Ананьева».
В 1981 году было присвоено учёное звание доцента, а в 1994 году — профессора.
С 1975 по 1993 год работала в Казахском институте физической культуры в должностях ассистента, старшего преподавателя, доцента, старшего научного сотрудника, профессора.
С 1993 по 1995 год — эксперт, старший консультант Отдела внутренней политики Аппарата правительства Республики Казахстан.
С 1995 по 1997 год — заместитель председателя Государственного комитета по национальной политике Республики Казахстан.
С 1997 по 2007 год — Казахский национальный университет имени аль-Фараби в должности заведующей кафедрой психологии, декана факультета философии и политологии, заведующей кафедрой общей психологии, профессора кафедры общей психологии.
С 2007 года по настоящее время — профессор кафедры психологии развития и дифференциальной психологии факультета психологии Санкт-Петербургского государственного университета.

## Научная деятельность
Основные научные интересы: методология и история отечественной психологии, научное творчество Б. Г. Ананьева, биографическая психология и психобиографический метод. Разработала и апробировала психобиографические методы диагностики и практической коррекции личности. Выявила антропологическую сущность теоретико-методологических основ Петербургской психологической школы, провела реконструкцию её истории, открыла направления исследований жизненного пути в отечественной психологии на основе психобиографических методов.

### Публикации
Опубликовала 250 научных, научно-методических и других работ.
- Дерманова И. Б., Савенышева С. С., Василенко В. Е., Анисимова О. М., Данилова М. В., Логинова Н. А., Манукян В. Р., Михайлова Н. Ф., Петраш М. Д., Рыкман Л. В., Смирнова А. В., Стрижицкая О. Ю., Трошихина Е. Г., Энгельгардт Е. Е. Психология развития и возрастная психология. Учебник и практикум / М. : Издательство Юрайт 2017. 413 с.
- Логинова Н. А. Опыт человекознания : история комплексного подхода в психологических школах В. М. Бехтерева и Б. Г. Ананьева. СПб.: Изд-во С.-Петерб. ун-та, 2005. — 283; ISBN 5-288-03676-4
- Логинова Н. А. Борис Герасимович Ананьев: Биография. Воспоминания. Материалы. СПб.: Изд-во С.-Петерб. ун-та, 2006.-376 с. ISBN 5-288-04100-8
- Логинова Н. А. Антропологическая психология Бориса Ананьева. М.: Ин-т психологии РАН, 2016. — 365 с. ISBN 978-5-9270-0336-5
- Логинова Н. А. О Петербургской-Ленинградской психологической школе // Психология. Журнал Высшей школы экономики. 2006. Т. 3. № 4. С. 47-56.
- Логинова Н. А. Антропологическая психология Б. Г. Ананьева // Вопросы психологии. 2007. № 5. С. 127—137.
- Логинова Н. А., Осорина М. В., Холодная М. А., Чередникова Т. В. Единая теория психических процессов л. М. Веккера в современной психологии (к 100-летию со дня рождения) // Психологический журнал. 2018. Т. 39. № 6. С. 102—113.
- Loginova N. Essay on Boris Ananyev’s theory of individual psychic development // Social Sciences. 2014. Т. 45. № 3. С. 80-94.

## Награды
- Премия имени С. Л. Рубинштейна (совместно с А. В. Юревичем, В. А. Кольцовой, за 2008 год) — за серию научных работ по единой тематике методологии и истории психологии
- Грамота победителя конкурса молодых ученых ЦК ЛКСМ Казахстана (1979)
- Памятная медаль имени В. М. Бехтерева (1985)
- Благодарность Министерства образования и науки Казахстана (1997)
- член-корреспондент Международной академии психологических наук (г. Ярославль) (2000)
- Кембриджским Биографическим центром (Великобритания) названа Женщиной года (2001)
- Почетный знак факультета психологии СПбГУ (2001)
- Грамота Акима (мэра) г. Алма-Аты (2004)
- Премия факультета психологии СПбГУ имени Б. Г. Ананьева (2007)
- Памятные медали имени В. М. Бехтерева и имени Б. Г. Ананьева (2007)